# Rott (Hoyershausen)
Rott ist ein eingegliederter Ortsteil des Fleckens Duingen in der Samtgemeinde Leinebergland im Landkreis Hildesheim in Niedersachsen. Es ist Mitglied der Region Leinebergland, ein nach dem Leader-Ansatz gegründeter freiwilliger Zusammenschluss verschiedener Städte und Gemeinden im südlichen Niedersachsen.

## Geschichte
Der ursprüngliche Rodungsort endstand vermutlich im 10. oder 11. Jh. und wird 1323 erstmals urkundlich erwähnt, als Hartwig von Brüggen versprach den Herren Heinrich und Bodo von Homburg die Pfandsumme für „dat dorp to deme Rode“ im nächsten Jahr zu bezahlen. Teilweise lag die Ortschaft im 14. Jhd. wüst.
1433 erwarb der Bischof von Hildesheim das Amt als Pfandbesitzer, verpfändete es jedoch weiter. Im Ort gibt es eine Kapelle, die nach Inschrift über der Tür 1564 errichtet wurde.
Am nördlichen Ortsausgang findet sich der Conradusstein, ein Kreuzstein, bei dem es sich um das älteste Scheibenkreuz Niedersachsens handeln soll.

### Eingemeindungen
Zur Gebietsreform in Niedersachsen wurde die ehemals selbstständige Gemeinde Rott am 1. März 1974 in die Gemeinde Hoyershausen eingegliedert. Zum 1. November 2016 fusionierten die Mitgliedsgemeinden der Samtgemeinde Duingen, darunter Hoyershausen, zum neuen Flecken Duingen. Zeitgleich wurde die Samtgemeinde Duingen zur neuen Samtgemeinde Leinebergland fusioniert. Duingen ist dadurch nicht mehr Verwaltungssitz, erhielt aber Außenstellen der neuen Samtgemeinde.

### Einwohnerentwicklung
| Jahr | Einwohner | Quelle |
| ---- | --------- | ------ |
| 1910 | 101       | [ 6 ]  |
| 1925 | 128       | [ 7 ]  |
| 1933 | 119       | [ 7 ]  |
| 1939 | 119       | [ 7 ]  |
| 1950 | 238       | [ 8 ]  |
| 1956 | 199       | [ 8 ]  |
| 1973 | 127       | [ 1 ]  |
| 2005 | 104       | [ 9 ]  |
| 2010 | 099       | [ 9 ]  |
| 2016 | 087       | [ 2 ]  |

|  |

## Politik

### Gemeinderat und Bürgermeister
Rott wird auf kommunaler Ebene vom Gemeinderat des Fleckens Duingen vertreten.

### Wappen
Der Gemeinde wurde das Kommunalwappen am 24. Mai 1938 durch den Oberpräsidenten der Provinz Hannover verliehen. Der Landrat aus Alfeld überreichte es am 29. August desselben Jahres.
| Wappen von Rott | Blasonierung: „In Blau auf silberner Klippe ein linksgewendeter, widersehender, gold-bewehrter silberner Falke.“ |
| Wappen von Rott | Wappenbegründung: Die verhältnismäßig junge Siedlung Rott bietet in ihrer Geschichte keinerlei Anhalt für die Gestaltung eines Wappens. Deshalb ist der Wanderfalke, der als letzter seiner Art im Leinebergland oberhalb des Dorfes an den Bavensteinen horstet, als Symbol für das Gemeindewappen erkoren worden. |